# Osceola (Indiana)
Osceola ist eine Stadt mit dem Status „City“ im St. Joseph County im US-Bundesstaat Indiana.

## Geographie
Nach Angaben der United States Census 2010 erstreckt sich das Stadtgebiet von Osceola über eine Fläche von 3,55 Quadratkilometer (1,37 Quadratmeilen).

## Bevölkerung
Nach der United States Census 2010 lebten in Osceola 2463 Menschen verteilt auf 905 Haushalte und 672 Familien. Die Bevölkerungsdichte betrug 699,2 Einwohner pro Quadratkilometer (1811,0/Quadratmeile).
Die Bevölkerung setzte sich 2010 aus 97,79 % Weißen, 0,43 % Afroamerikanern, 0,11 % Asiaten, 0,0 % amerikanischen Ureinwohnern, 0,75 % aus anderen ethnischen Gruppen und 0,91 % mit zwei oder mehr Ethnien zusammen.
Von den 2463 Einwohnern waren 25,9 % unter 18 Jahre, 8,2 % zwischen 18 und 24 Jahren, 29,3 % zwischen 25 und 44 Jahren, 24,1 % zwischen 45 und 64 Jahren und in 12,5 % der menschen waren 65 Jahre oder älter waren. Das Durchschnittsalter betrug 38 Jahre, und rund 51 % der Einwohner waren männlich.